# Кристина Хойновська-Ліскевич
Кристи́на Хойно́вська-Ліске́вич (пол. Krystyna Chojnowska-Liskiewicz, 15 липня 1936, Варшава, Польща — 12 червня 2021) — перша жінка, яка одна здійснила навколосвітню морську подорож на яхті «Мазурик» (Mazurek) і повторила досягнення канадсько-американського мореплавця Джошуа Слокама. Вона відплила з Канарських островів 28 березня 1976, і повернулася туди 21 квітня 1978 року, завершивши навколосвітню подорож завдовжки 57 719 км за 401 день.

## Життєпис
Кристина Хойновська народилася у Варшаві у 1936 році, а після війни сім'я переїхала до Оструди, міста в північній Польщі, над Дрвенцьким озером на Мазурах. З 1953 року Кристина жила в Гданську. Своєю професією вона обрала «чоловічий» фах кораблебудівника і тому навчалася у Гданській політехніці. Уже в школі вона знала, що своє життя присвятить морю. Їй завжди подобалися кораблі, але перш ніж вона почала своє навчання у Гданську, море вона бачила тільки раз — під час шкільної поїздки до Сопота.
Христина Хойновська була конструктором кораблів на Гданській корабе́льні. Її чоловік, «колега за спеціальністю», теж працював на корабельні імені Конрада, але будував яхти. Вони часто плавали разом і були горді, що в липні 1967 року на яхті «Сварожич» доплили до Лонг'їра на острові Західний Шпіцберген, оскільки вони були другими, після німецьких яхтсменів.
Плавати на човнах Кристина почала у віці 16 років, але тільки у 1966 році вона стала капітаном і отримала свою ліцензію на право керування яхтами у вітрильному спорті. Як капітан, вона 21 раз плавала морськими маршрутами, в тому числі три рази з повністю жіночим екіпажем.

### Навколосвітня подорож
У 1976 році Кристина Хойновська відважилася здійснити самотню навколосвітню подорож на своїй яхті довжиною 9,5 метрів  — «Мазурик» (Mazurek), головним конструктором якої був її чоловік Вацлав Ліскевич. Назву яхти вона вибрала серед багатьох пропозицій, які були надіслані на конкурс назв, оголошений Польським радіо.

### Технічні характеристики яхти
- Номер на вітрилі — PZ-646
- Материнський порт — Требіж (Trzebież)
- Тип — Conrad 32
- Матеріал — армований скловолокном поліефір
- Довжина корпусу (повна) — 9,51 м
- Ширина корпусу — 2,70 м
- Осадка — 1,54 м
- Водотоннажність — 6 т
- Екіпаж — 1 особа
- Кількість щогл — 1
- Тип вітрил — шлюп
- Кількість вітрил — 2
- Площа вітрила — 35 м²
- Двигун — Volvo Penta MD6A HY
- Потужність — 15 к. с.

21 грудня 1975 року відбулося хрещення човна і підняття прапора. У лютому 1976 року яхта була доставлена на борту судна «Brodnica» до порту Лас-Пальмас на Канарських островах. 10 березня Кристина Хойновська вирушила в плавання, однак подорож тривала тільки 40 годин, вона змушена була повернутися через незначні поломки.

### Маршрут навколо Землі
1976
- 28 березня — старт з Лас-Пальмас на Канарських островах
- 25 квітня — прибуття до Барбадосу
- 12 липня — перехід через Панамський канал
- 17 липня — вихід до Тихого океану
- 29 липня — перехід через екватор
- 26 серпня — прибуття до Маркізьких островів
- 25 жовтня — вхід до порту Сува на Фіджі
- 10 грудня — прибуття до Сіднея, Австралія

У Сіднеї Хойновська-Ліскевич зупинилася на 5 місяців. За цей час яхта пройшла огляд та необхідний ремонт двигуна. Христина також зустрілася зі своїм чоловіком, який прилетів до Сіднея.
1977
- 21 травня 1977 — відплиття з Сіднея
- 23 липня — прибуття до Portland Roads
- 17 вересня — вхід до порту Дарвін
- 15 листопада — прибуття до Маврикію
- 12 грудня — захід до Дурбану в Південно-Африканській Республіці

1978
- 5 лютого — вхід до Атлантичного океану з Кейптауна
- 20 березня о 21:00 (UTC) — закриття петлі лінії маршруту навколо Землі у точці з координатами 16°08′30″N 35°50′00″W
- 21 квітня — прибуття до кінцевого пункту, порту Лас-Пальмас на Канарських островах

Кристина Хойновська-Ліскевич була першою жінкою, яка зробила такий подвиг, її суперниця, Наомі Джеймс, яка обігнула земну кулю за 272 дні , замкнула контур петлі навколо світу пізніше, 28 квітня 1978 року.

## Нагороди
Яхтсменка Кристина Хойновська-Ліскевич за свої досягнення була нагороджена:
- Командорським хрестом Ордена Відродження Польщі,
- Золотою медаллю «За видатні спортивні досягнення»,
- призом «Срібний секстант» (Silver Award Sekstans) і
- нагородою «Супер колос» (Super Kolos).

Її навколосвітня подорож була зареєстрована у Книзі рекордів Гіннеса, та її прийняли до елітної групи членів клубу «Explorers Club & Slocum Society».